# 豊永志帆
豊永 志帆（とよなが しほ、1990年5月6日 - ）は、日本の女子プロゴルファー。熊本県宇城市出身。所属は東芝キャリア。東海大学付属第二高等学校卒業。

## 経歴
10歳からゴルフを始める。2009年の日本女子アマチュアゴルフ選手権競技でベスト8に入賞。2011年にプロテスト合格。
- 2012年、レギュラーツアー出場権を獲得し、最終戦の「大王製紙エリエールレディスオープン」を賞金ランク56位で迎えた。単独4位以上ならシード権獲得という状況で初日3位発進したが、結果5位タイで惜しくも獲得ならず[1]。

- 2013年、中京テレビ・ブリヂストンレディスオープンでは腰痛を抱えながらも2日目を終えて単独3位と健闘。最終日最終組でラウンドし[2]、結果は6位タイ。賞金ランク57位。
- 2014年、最高成績 アクサレディス in MIYAZAKIとmeijiカップの10位タイ。賞金ランク64位。
- 2015年、最高成績 ヤマハレディースオープン葛城の5位タイ[3]。賞金ランク66位。
- 2016年、最高成績 ニチレイレディスの9位タイ。賞金ランク66位。
- 2017年、ステップ・アップ・ツアーのカストロールレディースでプレーオフを制し、プロ入り初優勝[4]。